# Jamaat Shaim
Jamaat Shaim (àrab: جمعة سحيم, Jamʿat Sh̨aym; amazic estàndard marroquí: ⵊⵎⵄⴰⵜ ⵙⵃⴰⵢⵎ, Jmℇat Sḥaym) és un municipi de la província de Safi, a la regió de Marràqueix-Safi, al Marroc. Segons el cens de 2014 tenia una població total de 11.251 persones.